# Chris Irwin
Christopher Frank Stuart Irwin (Wandsworth, Londres, 27 de junio de 1942) es un expiloto de automovilismo británico. Compitió en diez Grandes Premios de Fórmula 1 en 1966 y 1967, sumando dos puntos.

## Carrera deportiva
Entre 1964 y 1966, Irwin logró resultados destacados en Fórmula 3 y Fórmula 2, llamando la atención de Tim Parnell, copropietario junto a su hermano del equipo privado Reg Parnell Racing. Fue contratado a partir de la tercera carrera de la temporada 1967, como remplazante de Piers Courage. Irwin corrió una carrera con un monoplaza de Lotus, pero luego el equipo se cambió a BRM. En el Gran Premio de Francia, logró colocarse en cuarta posición debido principalmente al gran número de abandonos de la competencia, pero sufrió una rotura de motor a falta de cuatro vueltas. De todas formas fue clasificado en el quinto lugar, logrando sumar sus únicos puntos en Fórmula 1. Además, participó en las 24 Horas de Le Mans de ese año con Lola.
Tras quedarse sin asiento en el equipo Parnell al año siguiente, Irwin retornó a la Fórmula 2. El equipo Honda de Fórmula 1 lo contrató como segundo piloto y le prometió un monoplaza para mediados de temporada, ya que hasta ese momento solo contaba con uno, para John Surtees. A su vez, el equipo Brabham, con el que había competido una carrera en 1966, lo llamó para conducir en Mónaco antes de su debut con Honda. En mayo de 1968, mientras probaba el nuevo sport prototipo P68 de Ford en Nürburgring, el británico sufrió un accidente donde se lastimó gravemente la cabeza. Pudo recuperarse del accidente aunque con consecuencias hasta día de hoy, nunca volvió a competir y se alejó del mundo de las carreras, salvo por algunas pocas apariciones públicas.

## Resultados

### Fórmula 1
(Clave) (negrita indica pole position) (cursiva indica vuelta rápida)

| Año     | Escudería                   | 1   | 2   | 3       | 4       | 5     | 6     | 7     | 8       | 9       | 10      | 11      | 12  | Pos. | Puntos |
| ------- | --------------------------- | --- | --- | ------- | ------- | ----- | ----- | ----- | ------- | ------- | ------- | ------- | --- | ---- | ------ |
| 1966    | Brabham Racing Organisation | MON | BEL | FRA     | GBR 7   | NED   | GER   | ITA   | USA     | MEX     |         |         |     | NC   | 0      |
| 1967    | Reg Parnell Racing          | RSA | MON | NED 7   | BEL Ret | FRA 5 | GBR 7 | GER 9 | CAN Ret | ITA Ret | USA Ret | MEX Ret |     | 16.º | 2      |
| 1968    | Owen Racing Organisation    | RSA | ESP | MON DNP |         |       |       |       |         |         |         |         |     |      |        |
| 1968    | Honda Racing                |     |     |         | BEL DNP | NED   | FRA   | GBR   | GER     | ITA     | CAN     | USA     | MEX |      |        |
| Fuente: |                             |     |     |         |         |       |       |       |         |         |         |         |     |      |        |